# Kelebia vasútállomás
Kelebia vasútállomás egy Bács-Kiskun vármegyei vasútállomás Kelebia településen (a trianoni békeszerződés előtt Szabadka külterületén), a MÁV üzemeltetésében. A község belterületének keleti-délkeleti szélén helyezkedik el, az 5501-es út vasúti keresztezésétől délre, közúti elérését az előbbi útból kiágazó 55 302-es számú mellékút biztosítja.

## Vasútvonalak
Az állomást az alábbi vasútvonalak érintik:
- Budapest–Kelebia-vasútvonal

## Kapcsolódó állomások
A vasútállomáshoz az alábbi állomások vannak a legközelebb:
- Tompa megállóhely (Budapest–Kelebia-vasútvonal)
- Szabadka pályaudvar (Belgrád–Szabadka-vasútvonal)

## Forgalom
| Járat               | Útvonal | Gyakoriság |
| ------------------- | --- | ---------- |
|                     | A vonalon a vasúti szolgáltatás szünetel, a vonatok helyett a Volánbusz járatai közlekednek. A legközelebbi buszmegálló: Kelebia, vasútállomás |            |
| vonatpótló autóbusz | Szeged – Kelebia | Napi 2 pár |
| személyvonat        | Kelebia – Subotica (Szabadka) | Napi 2 pár |